# Sorghum halepense
Sorgho d'Alep
Espèce
Sorghum halepense, ou sorgho d'Alep, est une espèce de plantes monocotylédones de la famille des Poaceae (Graminées), sous-famille des Panicoideae, originaire du bassin méditerranéen.
Le sorgho d'Alep est une plante herbacée vivace à répartition quasi-cosmopolite, qui est parfois cultivée comme plante fourragère, mais qui est surtout une mauvaise herbe des cultures très envahissante et très difficile à combattre, considérée comme particulièrement nuisible dans 53 pays.
Elle se caractérise par son système de rhizomes très expansif et par sa forte capacité à se reproduire par graines.
Cette plante a des effets néfastes sur la production agricole, par sa très forte compétitivité vis-à-vis des plantes cultivées et sa toxicité pour les herbivores. Elle tend à réduire la fertilité des sols et peut servir d'hôte-réservoir pour divers agents phytopathogènes. En outre, ses peuplements présentent des risques d'incendie en période sèche.
Noms vernaculaires : herbe de Cuba, herbe de Guinée, houlque d'Alep, sorgho d'Alep, sorgho fourrager.

## Description

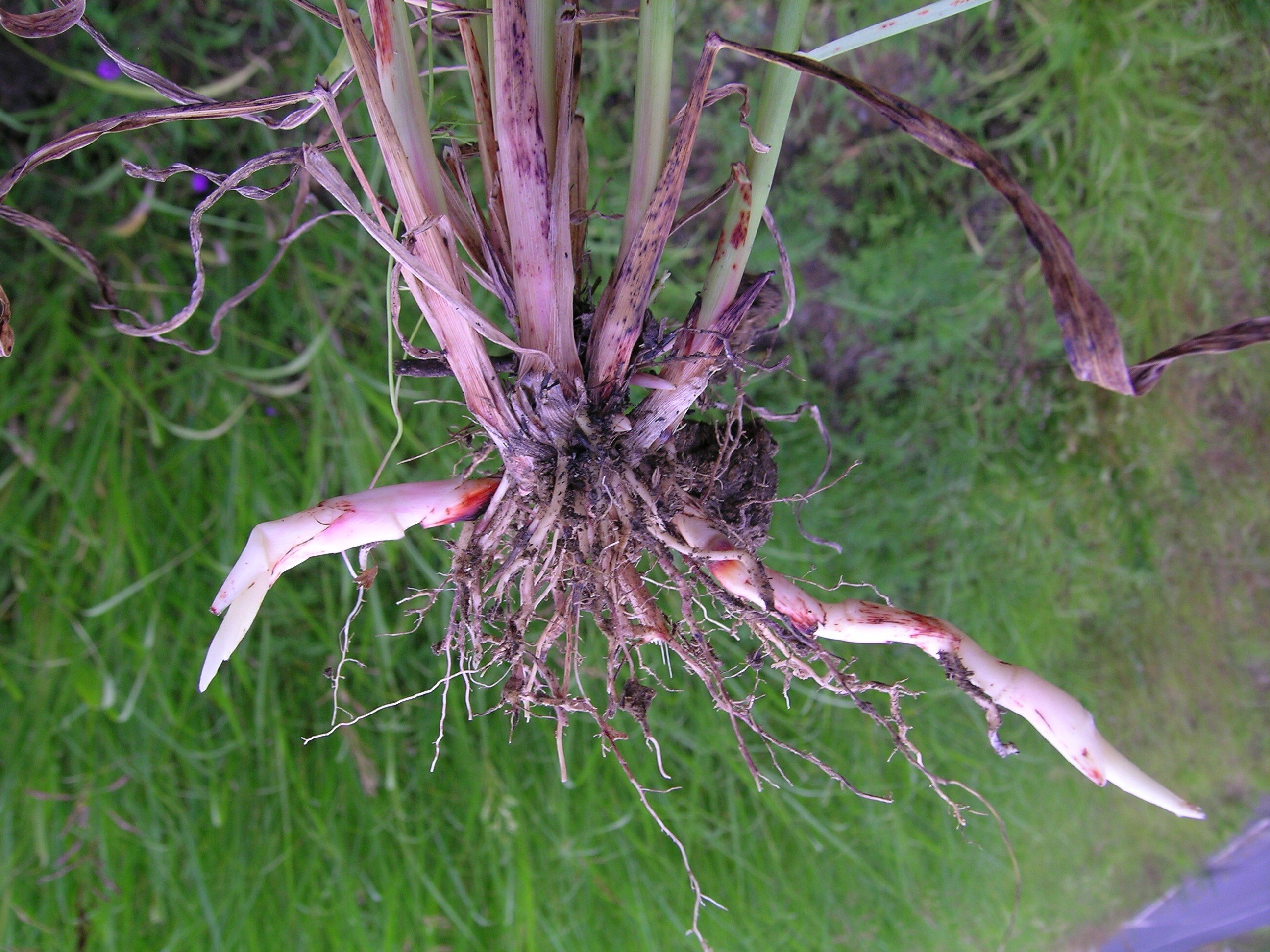
Rhizomes.

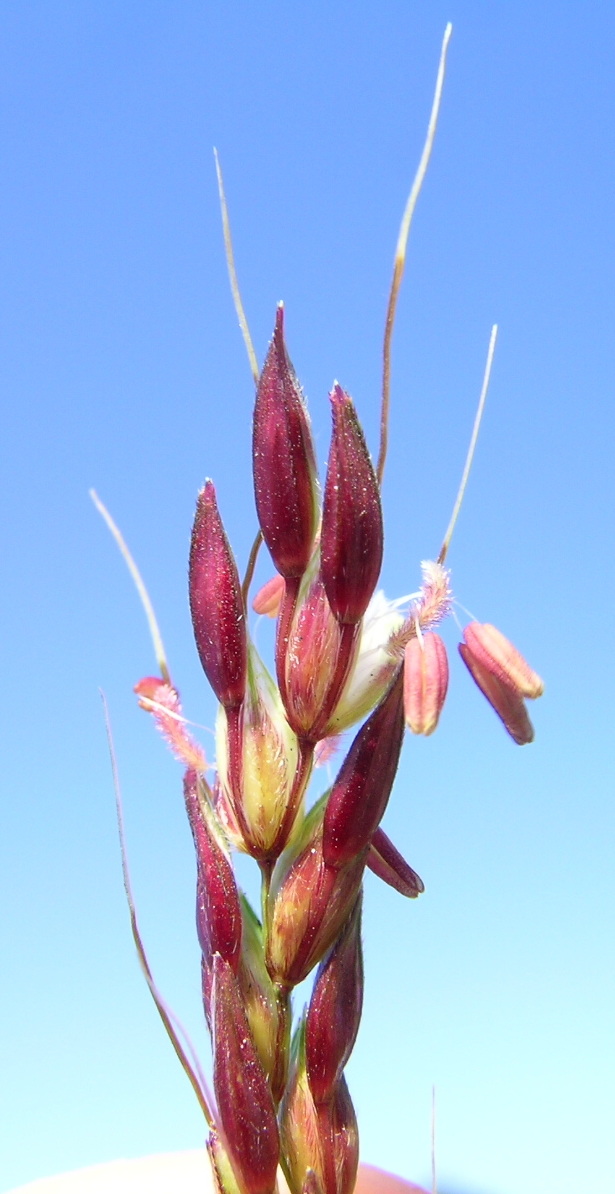
Épillets.

Le sorgho d'Alep est une plante herbacée (graminée) généralement vivace par ses rhizomes robustes.
Ceux-ci se situent dans la couche superficielle du sol, à moins de 20 cm de profondeur, mais peuvent descendre plus bas dans les sols profonds. Ils peuvent atteindre 2 m de long, avec un diamètre de 1 à 2 cm. Ils s'enracinent souvent au niveau des nœuds et forment un tapis enchevêtré, dense et résistant. Les rhizomes servent d'organe de stockage de glucides et permettent la régénération de la plante.
Cependant, l'espèce présente une grande variabilité, avec de nombreux écotypes, et peut se développer comme une plante annuelle dans les climats chauds et arides et à la limite nord de son aire de répartition.
Les tiges (chaumes), dressées, tomenteuses au niveau des nœuds, peuvent atteindre 1,5 m de haut. Toutefois la hauteur totale de la plante en période de floraison peut atteindre jusqu'à 3,5 m.
Les feuilles au limbe très allongé, de 1 à 1,5 cm de large en moyenne, à la nervure centrale proéminente, ont une gaine glabre et une ligule ciliée-membraneuse de 2 mm de long.
L'inflorescence est une panicule de 15 à 60 cm de long. Elle regroupe de 35 à 350 épillets selon les écotypes. .
Ces épillets, aigus, longs de 5 à 7 mm, sont jumelés, l'un est sessile et parfait, l'autre est pédicellé et staminé.
La première glume est raide. Les lemmes fertiles sont aristées, avec une arête courte de 1 à 15 mm, ou sans arête.
Les grains ovales-oblongs, de 4 à 7 mm de long sur 2 à 3 mm de large, conservent leurs glumes, de couleur brun rougeâtre à noir brillant, à maturité (grains vêtus).
Cette espèce compte deux types de variétés qui se distinguent par leur nombre chromosomique, soit 2n = 20 ou 40.

## Reproduction

### Reproduction sexuelle
Cette espèce est considérée comme étant autogame, mais pas complètement, avec une part de 6 à 8 % d'allogamie.
La dispersion des graines se fait naturellement par l'intermédiaire de différents agents, comme les eaux de ruissellement dans les terrains en pente, ou les eaux d'irrigation. Les herbivores qui mangent ces graines peuvent les éliminer dans leurs selles, avec différents niveaux de dormance sans perte de viabilité. Les oiseaux peuvent probablement contribuer à les disperser à grande distance.
Les deux principales causes de dispersion secondaire, souvent à très grande distance, sont le fait de l'homme, par les semences contaminées par ces graines de mauvaise herbe d'une part, et les matériels de culture et de récolte, qui s'ils sont mal nettoyés peuvent transporter des graines d'un site à un autre, par exemple par l'intermédiaire des pneumatiques.
Les graines qui viennent d'arriver à maturité et sont dispersées dans le sol présentent une viabilité élevée (plus de 85 %) et un degré élevé de dormance. Dans le sol, on trouve généralement différentes fractions ou sous-populations de graines qui sont à des stades différents de dormance et qui requièrent des exigences différentes pour leur activation.
Ce mécanisme évolutif complexe entraîne une réaction adaptée des graines présentes dans le sol en fonction de la présence ou non d'un ouvert végétal, de leur profondeur d'enfouissement, facteurs qui conditionnent la réussite en cas de germination.

### Multiplication végétative
Les rhizomes sont un mécanisme de propagation très efficace et, du point de vue de l'évolution, ils constituent l'un des piliers de la persistance de cette mauvaise herbe dans différents écosystèmes agricoles à des latitudes diverses, car ils reproduisent des génotypes résistants et adaptés.
Les rhizomes représentent, en moyenne, 30 % de la biomasse totale accumulée par une plante tout au long de son cycle biologique.
La biomasse des rhizomes varie en cours d'année, selon une fonction de type sinusoïdal, qui présente des valeurs maximales à la fin de l'été et au début de l'automne et des valeurs minimales vers la fin de l'hiver et le début du printemps.
La consommation de substrat par la respiration pendant l'hiver, comme la remobilisation des réserves pour soutenir la croissance des structures aériennes (talles) caractérisent la phase de diminution de la biomasse des rhizomes. Les processus impliqués dans la phase de croissance comprennent la formation de photoassimilés et le transport vers le système racinaire, avec un taux élevé d'accumulation. pendant la phase d'accumulation de la biomasse souterraine, les concentrations d'hydrates de carbone augmentent.
La phase décroissante redémarre chaque fois que le système aérien est détruit, du fait de la perturbation du système des talles par les gelées d'hiver, par des coupes mécaniques au cours du printemps ou en été, par l'action d'herbicides.

## Synonymes
Selon Catalogue of Life (23 février 2016) :
- Andropogon crupina (Link) Kunth
- Andropogon decolorans (Willd.) Kunth
- Andropogon dubitatus Steud.
- Andropogon dubius K.Koch ex B.D.Jacks., orth. var.
- Andropogon halepensis (L.) Brot.
- Andropogon halepensis subsp. anatherus Piper
- Andropogon halepensis var. anatherus Piper
- Andropogon halepensis var. effusus Stapf
- Andropogon halepensis var. genuinus Stapf, nom. inval.
- Andropogon halepensis var. muticus (Hack.) Asch. & Graebn.
- Andropogon sorghum var. exiguus (Forssk.) Piper
- Andropogon sorghum var. halepensis (L.) Hack.
- Andropogon sorghum subsp. halepensis (L.) Hack.
- Andropogon sorghum var. perennis Bertoni
- Blumenbachia halepensis (L.) Koeler
- Holcus decolorans Willd.
- Holcus exiguus Forssk.
- Holcus halepensis L.
- Milium halepense (L.) Cav.
- Rhaphis halepensis (L.) Roberty
- Sorghum crupina Link
- Sorghum decolor P.Beauv., nom. nud.
- Sorghum decolorans (Willd.) Roem. & Schult.
- Sorghum dubium K.Koch
- Sorghum halepense var. genuinum Hack., nom. inval.
- Sorghum halepense var. latifolium Willk. & Lange
- Sorghum halepense f. muticum (Hack.) C.E.Hubb.
- Sorghum halepense var. muticum (Hack.) Grossh.
- Sorghum saccharatum var. halepense (L.) Kuntze
- Sorghum schreberi Ten.
- Trachypogon avenaceus Nees, nom. superfl.

## Distribution
Le sorgho d'Alep est originaire du bassin méditerranéen (Europe méridionale, Afrique du Nord et vraisemblablement Asie Mineure et Proche-Orient).
Il s'est répandu et naturalisé dans le monde entier dans les régions de climat tempéré chaud et subtropical, entre les latitude 55 ° N et 45 ° S.
Il est largement introduit en Amérique du Nord, en Europe, en Afrique et en Asie sud-occidentale, ainsi qu'en Amérique du Sud (Brésil, Argentine) et dans le nord de l'Australie.
En Amérique du Nord, on le rencontre dans la presque totalité des États-Unis (sauf dans le Maine), au Canada en Ontario et au Mexique de la région du delta du Rio Grande (Tamaulipas) à la région du Cap (Basse-Californie du Sud). Il s'est établi également dans les Antilles et à Hawaï.
Cette espèce a été introduite en Caroline du Sud depuis la Turquie vers 1830. Son nom anglais de Johnson grass fait référence au colonel William Johnson de Selma (Alabama), qui en fit la culture comme plante fourragère dans la vallée de la rivière Alabama dans les années 1840.